# Мадона деле Сурије (Кунео)
Мадона деле Сурије је насеље у Италији у округу Кунео, региону Пијемонт.
Према процени из 2011. у насељу је живело 12 становника. Насеље се налази на надморској висини од 591 м.